# Charles Cottet (Suisse)
 (décembre 2021).
Pour les articles homonymes, voir Cottet.
Charles Cottet est un peintre suisse né le 18 juin 1924 à Granges (canton de Fribourg) et mort le 4 septembre 1987 à Attalens (canton de Fribourg).

## Biographie
Originaire de Bossonnens, en Suisse, Charles Cottet suit une formation artistique à Fribourg.
Il est lauréat de la bourse fédérale des beaux-arts en 1956, 1960 et 1964.
Dès 1964, il est chargé de cours à l'École d'arts appliqués de Vevey où il enseignera jusqu'à sa mort, le 4 septembre 1987.

## Œuvre
Deux thèmes en particulier occupent une part importante de l'œuvre peint de Charles Cottet : La féminité et le sport.
L'onctuosité des lignes féminines, parfois simplifiée et stylisée jusqu'aux limites de l'abstraction, constitue un des composants essentiels de son art. Sobrement soulignées de délicates plages de couleurs, quelques formes se déploient et dansent dans l'espace du tableau avec des rigueurs et des tracés souvent très travaillés, rappelant parfois des recherches calligraphiques, ou chorégraphiques.
Outre ses travaux de peinture, Charles Cottet réalise de nombreux ensembles de vitraux, religieux et profanes, en Suisse et en France.
D'autres travaux intégrés à l'architecture sont réalisés dans diverses techniques : peinture, céramique, tôle émaillée, dalles de verre.
L'église paroissiale d'Ursy, renferme le plus grand ensemble de vitraux (1980-1983). La chapelle Saint-André à Bossonnens a reçu en 1987 le dernier ensemble intégré à l'architecture, un Chemin de croix  en technique mixte, céramique, acier et laiton réalisé avec le céramiste Yves Leroy.

### Filmographie
- Charles Cottet, film documentaire de Roger Marcel Mayou ([vidéo] en ligne : 1re partie (9:43) ; 2e partie (7:29).